# Hugo Torres Jiménez
Hugo Torres Jiménez (25 de abril de 1948 - 11 de fevereiro de 2022) foi um guerrilheiro sandinista nicaraguense e líder militar que foi general de brigada das Forças Armadas da Nicarágua. Durante o esforço daFrente Sandinista de Libertação Nacional para derrubar o regime da família Somoza, Torres foi o único guerrilheiro que participou tanto do ataque da festa de Natal de 1974 que libertou o futuro presidente Daniel Ortega entre outros prisioneiros, quanto do ataque de 1978 ao Palácio Nacional, libertando outros 60 prisioneiros. prisioneiros politicos. No final da década de 1990, tornou-se um crítico de Ortega, deixando a FSLN para ingressar no Movimento de Renovação Sandinista e, posteriormente, em seu sucessor, a União de Renovação Democrática, atuando como vice-presidente de ambos os partidos. Em junho de 2021, ele fez parte de uma onda de prisões de figuras da oposição pelo governo Ortega. Ele morreu no mês de fevereiro seguinte.

## Educação e carreira
Torres estudou Direito na Universidade Nacional Autônoma da Nicarágua (embora sua paixão fosse o jornalismo) e, como muitos outros jovens dissidentes, foi lá que se radicalizou contra o regime de Somoza. Ele se juntou ao FSLN em 1971 e trabalhou na mobilização de bairros no início dos anos 1970. Em julho de 1974 ele deixou a escola para ir para a clandestinidade.
Torres foi o único guerrilheiro que participou das duas maiores e mais bem-sucedidas operações dos sandinistas contra o regime de Somoza. Em 27 de dezembro de 1974 na festa de Natal e tomada de reféns na casa de José María "Chema" Castillo Quant, Ministro da Agricultura, com a presença de altos funcionários do governo de Somoza e diplomatas, Torres foi o segundo no comando ("Comandante Uno", no comando "Juan José Quezada") a Eduardo Contreras. As negociações subsequentes libertaram os presos políticos sandinistas, incluindo o futuro presidente nicaragüense Daniel Ortega, que havia sido preso por sete anos por assalto a banco. Torres também foi o segundo em comando de Eden Pastora durante o assalto de agosto de 1978 ao Palácio Nacional, que libertou 60 presos políticos. Em ambos os casos, os militantes fizeram reféns de alto nível e os trocaram por prisioneiros políticos e passagem segura para Cuba.

## Vida posterior e morte
Ele se separou da FSLN, tornando-se vice-presidente do Movimento de Renovação Sandinista (MRS)  e por um tempo foi deputado da oposição na Assembleia Nacional com a MRS. Ele criticou particularmente o governo de Daniel Ortega desde os protestos em massa de 2018 e a sangrenta repressão do governo. Em 2019, ele disse sobre Ortega: "Esta ditadura é mais feroz, mais totalitária do que a dos Somozas", observando não apenas uma maior violência de Ortega, mas também um controle mais total de setores como sindicatos, universidades e tribunais que o regime de Somoza havia capturado. No entanto, Torres sentiu que, ao contrário do caso Somoza, a situação de Ortega exigia resistência não-violenta e expressou otimismo de que o povo nicaraguense "entendeu que é de forma cívica que esta situação deve ser resolvida". A partir de 2021, Torres foi vice-presidente do Unamos, antigo Movimento de Renovação Sandinista (MRS).
Em 13 de junho de 2021, Torres foi parte de uma onda de prisões de líderes da oposição e figuras cívicas pelo governo Ortega, começando com as prisões de quatro aspirantes a candidatos da oposição à presidência nas eleições gerais da Nicarágua de 2021. Presos junto com Torres estavam o presidente da Unamos, Suyén Barahona, a ex-presidente da MRS Ana Margarita Vijil, e os membros e dirigentes da Unamos Dora María Téllez e Victor Hugo Tinoco; os dois últimos, como Torres, eram ex-guerrilheiros sandinistas. Eles foram investigados sob a polêmica Lei 1055, legislada em dezembro de 2020, que permite ao governo deter qualquer pessoa que designe como "traidor da pátria".
Em uma declaração em vídeo postada pouco antes de sua prisão (para ser mostrada caso ele fosse detido), Torres disse: "Tenho 73 anos. Nesta fase da minha vida, nunca pensei que estaria lutando contra outra ditadura agora mais brutal, mais inescrupulosa, mais irracional e mais autocrática que a ditadura de Somoza. . . Quarenta e seis anos atrás, arrisquei minha vida para tirar Daniel Ortega da prisão [...] aqueles que uma vez abraçaram os princípios hoje os traíram."
Torres foi mantido na prisão de El Chipote até poucos dias antes de sua morte em 11 de fevereiro de 2022, aos 73 anos. Em um comunicado de imprensa divulgado no mesmo dia, a Organização dos Estados Americanos condenou as circunstâncias de sua morte e pediu a libertação imediata de todos os presos políticos do país. Torres tinha três filhos.